# Yūsuke Matsuo
Yūsuke Matsuo (松尾 佑介?, Matsuo Yūsuke; Saitama, 23 luglio 1997) è un calciatore giapponese, centrocampista degli Urawa Reds.

## Carriera

### Club
Ha giocato nella prima divisione giapponese ed in quella belga (con il Westerlo).

### Nazionale
Ha giocato nella nazionale giapponese Under-20.

## Statistiche

### Presenze e reti nei club
Statistiche aggiornate al 13 giugno 2025.
| Stagione                  | Club                      | Campionato                | Campionato | Campionato | Coppe nazionali | Coppe nazionali | Coppe nazionali | Coppe continentali | Coppe continentali | Coppe continentali | Supercoppe | Supercoppe | Supercoppe | Totale | Totale |
| Stagione                  | Club                      | Comp                      | Pres       | Reti       | Comp            | Pres            | Reti            | Comp               | Pres               | Reti               | Comp       | Pres       | Reti       | Pres   | Reti   |
| ------------------------- | ------------------------- | ------------------------- | ---------- | ---------- | --------------- | --------------- | --------------- | ------------------ | ------------------ | ------------------ | ---------- | ---------- | ---------- | ------ | ------ |
| 2019                      | Sendai University         | -                         | -          | -          | CI              | 2               | 0               | -                  | -                  | -                  | -          | -          | -          | 2      | 0      |
| 2019                      | Yokohama FC               | J2                        | 21         | 6          | CI              | 0               | 0               | -                  | -                  | -                  | -          | -          | -          | 21     | 6      |
| 2020                      | Yokohama FC               | J1                        | 20         | 7          | CdL             | 1               | 0               | -                  | -                  | -                  | -          | -          | -          | 21     | 7      |
| 2021                      | Yokohama FC               | J1                        | 30         | 3          | CdL+CI          | 3+0             | 0               | -                  | -                  | -                  | -          | -          | -          | 33     | 3      |
| Totale Yokohama FC        | Totale Yokohama FC        | Totale Yokohama FC        | 71         | 16         |                 | 4               | 0               |                    | -                  | -                  |            | -          | -          | 75     | 16     |
| 2022                      | Urawa Reds                | J1                        | 25         | 4          | CdL+CI          | 4+2             | 1+0             | ACL                | 9                  | 6                  | -          | -          | -          | 40     | 11     |
| gen.-giu. 2023            | Westerlo                  | D1                        | 8+6        | 0          | -               | -               | -               | -                  | -                  | -                  | -          | -          | -          | 14     | 0      |
| giu.-dic. 2023            | Westerlo                  | D1                        | 15         | 0          | CB              | 1               | 0               | -                  | -                  | -                  | -          | -          | -          | 16     | 0      |
| Totale Westerlo           | Totale Westerlo           | Totale Westerlo           | 23+6       | 0          |                 | 1               | 0               |                    | -                  | -                  |            | -          | -          | 30     | 0      |
| 2024                      | Urawa Reds                | J1                        | 22         | 4          | CdL+CI          | 0+0             | 0+0             | -                  | -                  | -                  | -          | -          | -          | 22     | 4      |
| 2025                      | Urawa Reds                | J1                        | 20         | 3          | CdL+CI          | 0+0             | 0+0             | -                  | -                  | -                  | CmC        | 1          | 1          | 21     | 4      |
| Totale Urawa Red Diamonds | Totale Urawa Red Diamonds | Totale Urawa Red Diamonds | 67         | 11         |                 | 6               | 1               |                    | 9                  | 6                  |            | 1          | 1          | 83     | 19     |
| Totale carriera           | Totale carriera           | Totale carriera           | 167        | 27         |                 | 13              | 1               |                    | 9                  | 6                  |            | 1          | 1          | 190    | 35     |

### Cronologia presenze e reti in nazionale
| Cronologia completa delle presenze e delle reti in nazionale ― Giappone under 20 | Cronologia completa delle presenze e delle reti in nazionale ― Giappone under 20 | Cronologia completa delle presenze e delle reti in nazionale ― Giappone under 20 | Cronologia completa delle presenze e delle reti in nazionale ― Giappone under 20 | Cronologia completa delle presenze e delle reti in nazionale ― Giappone under 20 | Cronologia completa delle presenze e delle reti in nazionale ― Giappone under 20 | Cronologia completa delle presenze e delle reti in nazionale ― Giappone under 20 | Cronologia completa delle presenze e delle reti in nazionale ― Giappone under 20 |
| Data                                                                             | Città                                                                            | In casa                                                                          | Risultato                                                                        | Ospiti                                                                           | Competizione                                                                     | Reti                                                                             | Note                                                                             |
| -------------------------------------------------------------------------------- | -------------------------------------------------------------------------------- | -------------------------------------------------------------------------------- | -------------------------------------------------------------------------------- | -------------------------------------------------------------------------------- | -------------------------------------------------------------------------------- | -------------------------------------------------------------------------------- | -------------------------------------------------------------------------------- |
| 16-8-2018                                                                        | Fujieda                                                                          | Giappone under 20                                                                | 1 – 0                                                                            | Australia under 20                                                               | Amichevole                                                                       | -                                                                                |                                                                                  |
| Totale                                                                           |                                                                                  | Presenze                                                                         | 1                                                                                |                                                                                  | Reti                                                                             | 0                                                                                |                                                                                  |

## Palmarès

### Club

#### Competizioni nazionali
- Supercoppa del Giappone: 1

Urawa Reds: 2022